# Linia kolejowa Wuhan – Guangzhou
Linia kolejowa Wuhan–Guangzhou, otwarta 26 grudnia 2009 r., jest obecnie jedną z najszybszych tras kolejowych na świecie (pociągi osiągają prędkości do 394 km/h). Linia ta, o długości 968 km, łączy miasta Wuhan i Guangzhou.
Używane pociągi to CRH3C i CRH2C.